# Drake Doremus
Drake Doremus (Orange, California; 29 de marzo de 1983) es un director de cine, guionista y productor estadounidense.
Conocido por dirigir las películas Like Crazy (2011), que ganó el Gran Premio del Jurado en el Festival de Cine de Sundance 2011,  Douchebag (2010) en el Festival de Cine de Sundance 2010,  y Equals (2015). 

## Filmografía
| Año  | Título              | Director | Escritor | Productor |
| ---- | ------------------- | -------- | -------- | --------- |
| 2006 | Moonpie             | Sí       | Sí       | No        |
| 2008 | Spooner             | Sí       | Story    | No        |
| 2010 | Douchebag           | Sí       | Sí       | No        |
| 2011 | Like Crazy          | Sí       | Sí       | No        |
| 2013 | Breathe In          | Sí       | Sí       | No        |
| 2015 | Equals              | Sí       | Story    | No        |
| 2017 | Newness             | Sí       | No       | Sí        |
| 2018 | Zoe                 | Sí       | No       | Sí        |
| 2019 | Endings, Beginnings | Sí       | Sí       | Sí        |